# Elliott Spiers
Elliott Vaughan Spiers (Londres, 12 de octubre de 1973 – Londres, 15 de enero de 1994) fue un actor británico. Uno de sus papeles más importantes fue el de Marc en la película Paperhouse.

## Biografía
Spiers nació el 12 de octubre de 1973 en Londres. Fue el mayor de tres hermanos, todos dedicados la actuación. Trabajó en las películas Paperhouse (1988) y Taxandria (1994).